# Bactrocera lipsanus
Bactrocera lipsanus är en tvåvingeart som först beskrevs av Friedrich Georg Hendel 1915.  Bactrocera lipsanus ingår i släktet Bactrocera och familjen borrflugor.
Artens utbredningsområde är Taiwan. Inga underarter finns listade.